# Bernard de Garves de Sainte-Livrade
Bernard de Garves de Sainte-Livrade (ou de Garve, del Garvo ou Jarre) est un cardinal français né à Sainte-Livrade en Midi-Pyrénées et décédé en 1328 à Avignon. Il est un parent de Clément V.

## Repères biographiques
Bernard de Garves de Sainte-Livrade  est archidiacre de Coutances. De Garves est créé cardinal par le pape Clément V lors du consistoire du 19 décembre 1310. Il participe au conclave de 1314-1316, lors duquel Jean XXII est élu. Il est prévôt de Saint-Lambert de 1312 à 1328.